# Catherine de Gueberschwihr
Catherine de Gueberschwihr, ou Katharina de Gebersweiler (également connue sous les noms de Catharina de Gebilswür, Catharina de Gebilswilr, Gueberschwiler, Guebwiller, Gewerswiler, Gueberschwihrensis), née vers 1250 et morte en 1330 ou en 1345, est une mystique médiévale peut-être une prieure du couvent dominicain des Unterlinden à Colmar, en Alsace. 
Elle est l'auteure des Vitae primarum sanctarum sororum de Sub Tilia in Columbaria (manuscrit Ms 508 de la Bibliothèque de Colmar). Cette œuvre est considérée comme une contribution importante à l'histoire des Dominicaines et à la compréhension de la mystique féminine.

## Mystère biographique
Catherine entre au couvent des Unterlinden vers 1260, probablement alors qu'elle est encore enfant. Les principales informations dont on dispose sur sa vie sont tirées de son œuvre, dans laquelle elle raconte qu'elle serait entrée au couvent à un jeune âge et qu'elle a écrit le Schwesternbuch à un âge très avancé, alors qu'elle était pratiquement devenue aveugle,.
La qualité de sa prose latine témoigne de la bonne éducation qu'elle a reçue. 
Dans son édition, Thaner-Pez fait précéder l’œuvre d’un Elogium de Catherine, probablement rédigé par Thanner, l’Elogium Dominae Catharinae ex Gebeswiler*, priorissae coenobii sub tilia, hujus libri auctoris, d’où proviennent la plupart des informations qui nous sont parvenues sur l’auteure.

### Nom
Son œuvre, dans l’explicit de laquelle elle se présente comme Sœur Catherine (« Ego soror Katherina in eodem monasterio a puericia enutrita hoc opus exegi. Summo sit gloria regi ») est la source de la plupart des informations que l’on possède sur elle. Publiée d’abord par le chartreux fribourgeois Mathias Thanner en 1625, elle est reprise en 1725 par l’historien dominicain Bernhard Pez dans le tome VIII de sa Bibliotheca Ascetica antiquo-nova, sous le titre complet de Ven. Catharinae de Geweswiler, priorissae subtiliensis, seu unterlindensis ord. S. P. Domini, Colmariae in Alsatia, de Vitis primarum sororum monsaterii sui liber.
C’est Thanner qui donne à Catherine le nom de Guebwiller (encore écrit Gebeswiler ou Geweswiler et modernisé en Gebersweiler) qui sera ensuite repris par Pez puis deviendra habituel pour la désigner , mais ce nom n’apparait pas dans les manuscrits originaux. Cependant, selon les recherches de l’historienne Jeanne Ancelet-Hustache qui a consulté les manuscrits listant les moniales du monastère d’Unterlinden , il n’y a pas de Catherine de Guebwiler, mais une Katherina de Gelbiswilr, également nommée Katherina de Gebilswir, et il y aurait eu une confusion de Thanner-Pez entre la ville de Guebwiller et le bourg nommé Gebilswir, aujourd’hui Gueberschwihr. 

### Dates
La date de naissance de Catherine est inconnue, de même qu’on ignore s'il s'agit de la même personne que la prieure du même nom qui meurt en 1330 ou en 1345.
Quelques éléments permettent cependant de dater son existence. On sait notamment qu’elle a été en correspondance avec le dominicain Venturino de Bergame (it) , qui vécut de 1304 à 1346. Pez mentionne dans l’Elogium une lettre en particulier : Epistole Patris Venturini ad eandem Sororem Catharinam. 
Les religieuses dont elle écrit les Vies sont mortes au moment de la rédaction, ce qui implique que celles-ci n’ont pas pu être écrites avant 1282, la charte Urkundenbuch der Sadt Basel, prouvant que plusieurs d’entre elles vivaient encore à cette date. Le ton de plusieurs de ces biographies laisse supposer qu’elle a personnellement connu certaines des religieuses décrites, notamment la prieure Hedwige de Gundolsheim, morte en 1281.
Enfin, elle annonce dans l’explicit qu’elle est entrée au couvent d’Unterlinden alors qu’elle était encore jeune, probablement enfant (« a puericia enutrita hoc opus exegi ») et, dans le prologue, qu’elle écrit le Schwesternbuch à un âge avancé (« iam senescens… propriis manibus oculisque caligantibus »).

### Prieure des Unterlinden

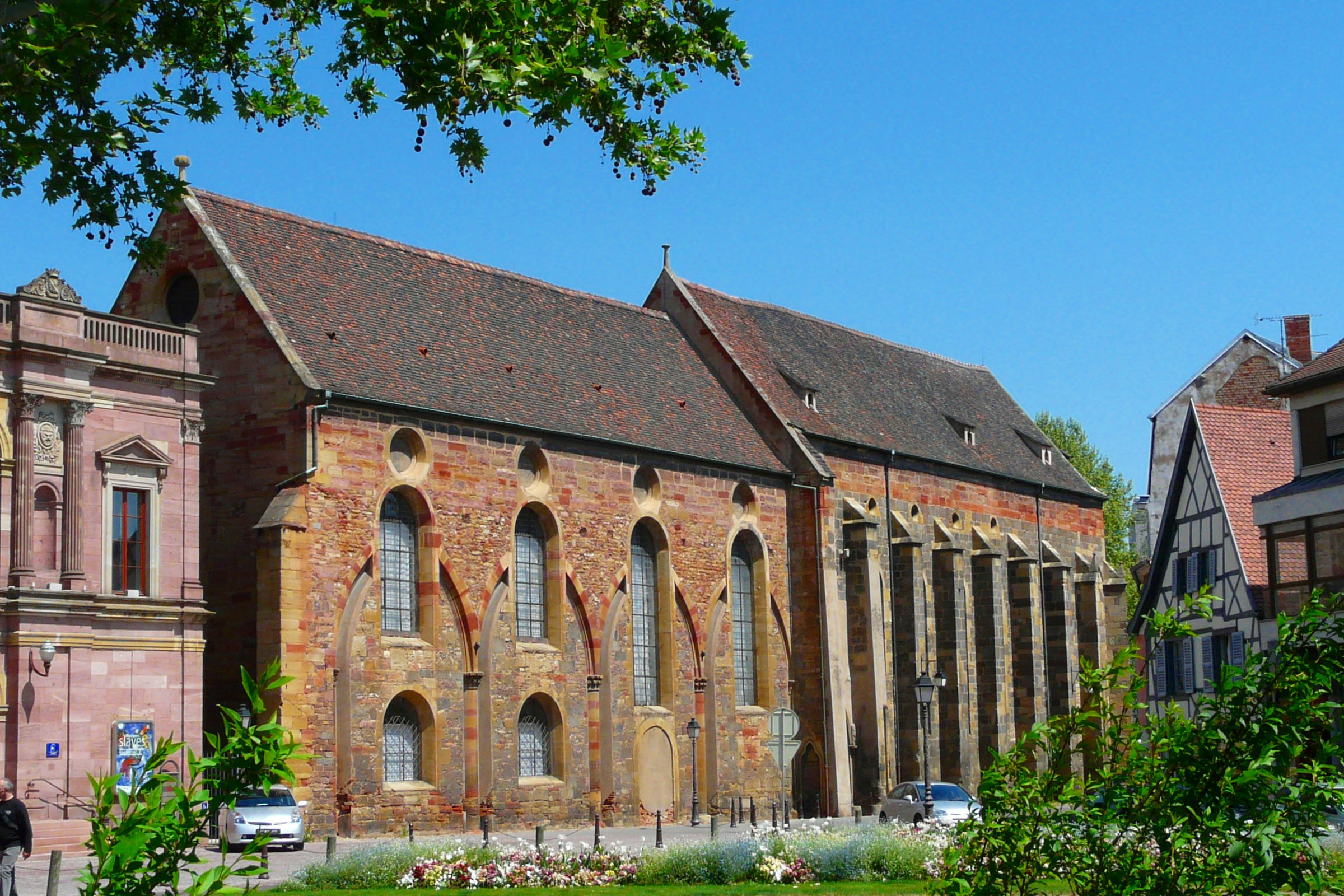
Le couvent des Unterlinden.

Dans leur édition, Thanner-Pez désignent Catherine comme une prieure (« priorissa ») du couvent des Unterlinden et cette qualification est reprise par la suite. Cependant, le nom de Catherine n'est suivi dans aucun manuscrit de cette mention, bien qu’on trouve une « Catherina priorissa » dans une lettre de Venturino de Bergame, qui pourrait être à l’origine de l’attribution, par Thanner-Pez, de ce titre à Catherine.  De même, le manuscrit de la liste des prieures du couvent , ne mentionne pas de Catherine de Gueberschwihr à la tête d’Unterlinden, mais une Petirscha de Gebeliswilr, 8ème prieure, et c’est peut-être la confusion de Thanner-Pez entre les deux toponymes qui les a conduits à attribuer ce titre à sœur Catherine.

### Vie monacale
Catherine de Gueberschwihr entre au couvent vers 1260, alors qu’elle est âgée d’une dizaine d’années, où elle est élevée parmi les sœurs et reçoit l’enseignement religieux des Dominicaines . Très instruite et très pieuse, elle entretient des relations épistolaires avec de nombreux prédicateurs célèbres de son époque, qui la tiennent en haute estime.
Elle a l’occasion de fréquenter au couvent d’Unterlinden certaines des sœurs dont elle écrira la biographie et reçoit des religieuses qui y ont assisté, les récits antérieurs à son arrivée, constituant ainsi la matière de son Schwesternbuch qui s’entend sur une centaine d’année.
Son œuvre est elle-même teintée d’une dimension mystique, selon les dires de ces contemporains. Ainsi, elle aurait été rédigée sur des tablettes enduites de cire, d’abord inodores, mais qui, à mesure qu’elles étaient utilisées comme support au texte, se chargèrent des « senteurs les plus exquises », attestant par-là de « la vérité de l’écrit et la sainteté de celle qui l’avait rédigé » .

## Œuvre
Catherine est connue comme l’auteure du Schwesternbuch d’Unterlinden, dont le titre original est Liber de vitis primarum sororum de Subtilia in Columbaria [Livre des vies des premières sœurs d’Unterlinden à Colmar].
Marie-Théodore de Bussierre mentionne également un autre titre : « De perfecta conversione ferventique erga Deum devotione primarum sanctarum sororum monasterii sub Tilia ».
Deux manuscrits de cette œuvre sont encore conservés aujourd’hui :
- Le manuscrit Ms. 926 (anciennement Ms. 508)[10] de la bibliothèque de Colmar [n 4]
- Le manuscrit Ms. lat. 5642 de la bibliothèque nationale de France [n 5].

Il est généralement admis que l'Unterlindener Schwesternbuch est le plus ancien des Schwesternbuch, ces récits hagiographiques sous la forme de vitae de moniales, écrites par des  Dominicaines et s’adressant spécialement aux femmes. Ces textes relèvent de la mystique féminine en décrivant des expériences de grâce spécifiquement féminines. Les Schwesternbuch sont souvent des ouvrages collectifs, dont l'auteure principale est anonyme et Catherine est l'une des rares auteures à qui la rédaction de l'un d'entre eux est attribuée.

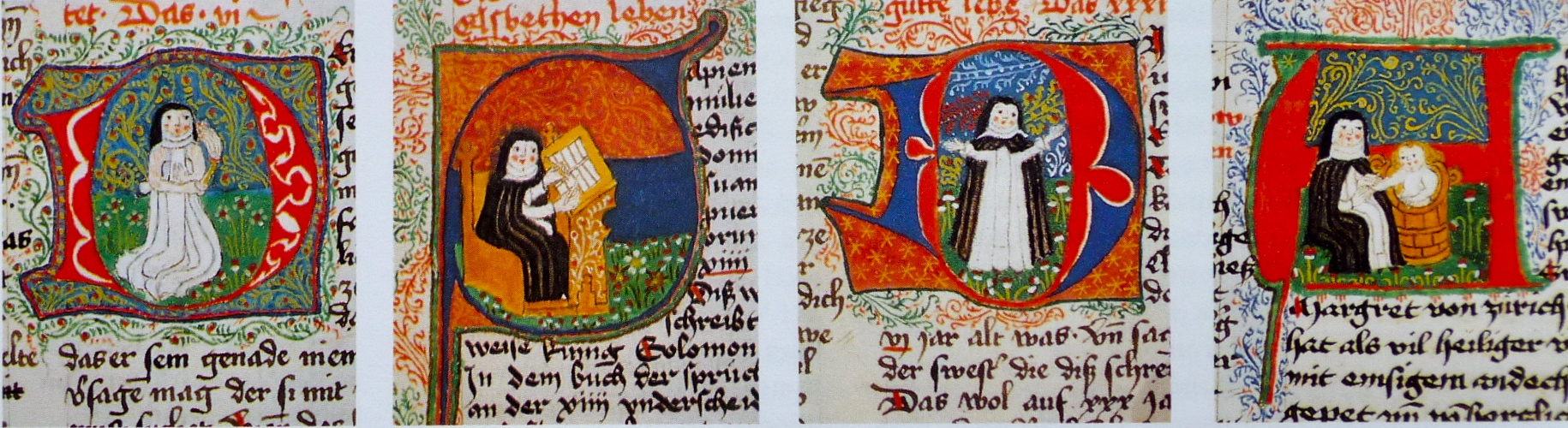
Représentation de moniales se consacrant à l'écriture des Vies dans le Schwesternbuch de Töss

Les sources sur lesquelles Katherina appuie ses biographies sont Géraud de Frachet et Dietrich von Apolda (de).

### Éditions

#### Éditions anciennes
- (la) Matthias Thanner, Molsheim, 1625, aujourd'hui perdue, mais sur la base de laquelle Bernhard Pez a établi sa propre édition.
- (la) Bernhard Pez, Bibliotheca ascetica antiquo-nova, VIII, Ratisbonae, 1725[13], p. 35-399.

#### Édition critique
Jeanne Ancelet-Hustache, « Les Vitae sororum d’Unterlinden. Édition critique du manuscrit 508 de la Bibliothèque de Colmar », 1930.

### Traductions
Catherine de Gueberschwihr est traduite en allemand dès le XVe siècle, avant que son œuvre soit adaptée puis traduite en français.

#### Traductions en allemand
- (de) Elisabeth Kempf, Übersetzung der 'Vitae sororum' der Katharina von Gebersweiler, Wolfenbüttel, Herzog August Bibl., Cod. 164.1 Extravagantes, 1469[14].
- (de) Ludwig Clarus, « Lebensbeschreibungen der ersten Schwestern des Klosters der Dominikanerinnen zu Unterlinden », dans Reliquien aus dem Mittelalter, 1863[15].

#### Traductions en français
En 1864, Marie-Théodore de Bussierre adapte librement l'œuvre de Catherine de Gueberschwihr sous le titre Fleurs dominicaines ou les mystiques d'Unterlinden à Colmar.
À l'initiative du prix Nathan Katz du patrimoine, les Vitae primarum sanctarum sororum de Sub Tilia in Columbaria  de Catherine de Gueberschwihr sont traduites en français pour la première fois en 2021 sous le titre À l’ombre d’un tilleul. Les Vies des sœurs d’Unterlinden.